# Мечеть Ота-Кузи Ходжа
Мечеть Ота-Кузи Ходжа (узб. Ota-Kuzi Xo’ja masjidi) — мечеть начала XX века, сохранившаяся почти в первозданном виде в Избаскане (Пахтаабадский район Андижанской области Узбекистана).
О названии мечети имеется ряд версий. По одной из них, мечеть строил самый богатый человек этого края, который пригласил на строительство лучших мастеров, включая Киргизбая, известного зодчего того времени. По другой, мечеть носит имя Отакузи-ходжи (в разных вариантах — Ота-Кузи Ходжа, Ота Кузибой) — по имени правителя здешних мест начала прошлого века Кузибой-ота (1855—1918). Кузибой-ота был человеком богатым, при этом благочестивым, и считал просвещение одной из наиважнейших составляющих веры. Современное популярное название «Мечеть на воде» обязано происхождением СМИ периода независимости Узбекистана.

## Андижанский регион в начале XX века, землетрясение 1902 года
В 1902 году в Андижане произошло крупнейшее в истории Ферганской долины землетрясение, при котором погибло более 4 000 человек. В Андижанском уезде и частично в соседних было разрушено до 40 000 строений, в том числе многие уникальные и культовые постройки обратились в руины. Последствия землетрясения сегодня сказываются в том, что в Андижане и Андижанской области, сравнительно с другими областями Ферганской долины, сохранилось небольшое число древних архитектурных памятников и сооружений с многовековой историей.
В старой части Андижана сохранились некоторые культовые мусульманские постройки, прежде всего главная пятничная мечеть города с самым высоким в Ферганской долине 32-метровым минаретом XIII века и медресе «Джами». В новой части города устояли капитальные европейские строения конца XIX века: жилые дома и казённые сооружения из жжёного кирпича, православные церкви Сергия Радонежского и Николая Чудотворца, часовня Георгия Победоносца. Однако большое число культовых сооружений, особенно в селениях, было безвозвратно уничтожено стихией.
Строительство мечети Ота-Кузи Ходжа относится к периоду восстановления Андижанского уезда от последствий землетрясения 1902 года. Первоначально это было медресе, и в 1913 году здесь велись богословские занятия. Канал, пересекавший двор, был здесь ещё при строительстве медресе. Он проходил через центр двора медресе параллельно порталу. Стены медресе изначально были рассчитаны на то, чтобы впускать поток воды под одной стеной и выпускать под другой. Свой окончательный вид, сохранившийся до наших дней, мечеть обретает в 1914—1915 годы.
После революции 1917 года учёба была прекращена, здание реквизировано и превращено в склад. В 1970-е годы в нём разместился местный музей; бережное отношение к зданию мечети в советский период  связано прежде всего с отношением местных жителей к этому зданию и к самому месту как священному. После обретения независимости Узбекистаном зданию возвращён статус мечети.

## Архитектурный облик мечети
В строительстве мечети Ота-Кузи Ходжа был применён жжёный кирпич, показавший свою сейсмостойкость во время землетрясения.
Первоначально мечеть имела открытый просторный двор, через который протекал полноводный арык. Позже, учитывая растущую популярность новой мечети у местного населения, которая не снижалась и в зимний период, было решено перекрыть верхнюю часть двора, чтобы увеличить площадь молельного зала. В этих целях был сделан настил над текущей водой арыка. В этом и заключается особенность мечети Ота-Кузи Ходжа — максимальное использование площади двора и создание здесь особо комфортного микроклимата в знойные дни — своего рода природный «кондиционер». Верующие кладут намазы под журчанье текущего прямо под их ногами канала.
Вход в портал идёт через старинную большую дверь, декорированную резьбой по дереву мастерами Ферганской долины. Поверх абстрактной резьбы выгравирована надпись, представляющая стилизованную надпись первых четырёх халифов, сподвижников пророка Мухаммада и проводников его веры — Абу Бакра, Умара, Усмана и Али. Интересна деталь двери в верхнем внешнем углу, поддерживающая свод и напоминающая колонну сталактита.
Само здание соборной мечети выглядит нарядно. Купола не стандартные, имеют интересную форму, где продолжение минарета осуществляет переход в купол с окнами. Минареты украшены за счёт кирпичной кладки с орнаментом, в геометрическом узоре просматриваются каллиграфические надписи. Гульдаста выполнены столь же изящно, нарядность им придаёт выложенный кирпичный орнамент на стволах минаретов.
Верхняя часть куполов сделана из металла и украшена орнаментом. Внутренняя часть куполов входной части сходится на потолке кирпичной кладкой в виде двух трапеций и двух треугольников.
Внутренняя часть мечети просторна, на каждой стороне от центра двора имеются худжры — учебные комнаты, небольшие по размерам. Большая часть дверей была заменена на новые. Внутренняя отделка стен также представляет кирпичную кладку, без использования керамических плиток, редкие орнаменты можно увидеть в углах помещения.
Мечеть строили фактически без использования деревянных перекрытий и без типичного многоуровневого потолка. Потолочная часть украшена в традициях мастеров Ферганской долины — многоуровневые кессоны, ярко раскрашенные в красный, зелёный, голубой и другие цвета.
На одной из потолочных деталей можно увидеть старинную надпись арабской вязью — 1333 год по Хиджре. То есть роспись потолка завершена была в 1914-15 годах.

## Народные предания и легенды
В народе сохранилась легенда, связанная с местом, где возведена мечеть Ота-Кузи Ходжа. Приснился правителю этих мест сон. Будто бы пришёл к нему простой дехканин с просьбой проложить арык для полива своих посевов через земли правителя. Правитель отказал. И в тот вечер разразился гром, с неба обрушился такой поток воды, что все посевы правителя были уничтожены. Утром правитель видит, что тот самый дехканин принёс правителю несколько лепёшек и мешок зерна, чтобы снова посадить пшеницу. Устыдился тогда правитель своего решения и сам распорядился проложить большой арык через свои земли, чтобы отблагодарить дехканина за его доброе сердце. Через несколько лет над этим каналом была возведена мечеть, в которой во время молитвы все равны. А в часы досуга мечеть превращается в место, где люди отдыхают душой и сердцем, общаясь в прохладной тишине.